# La Dolorosa
La Dolorosa és un pel·lícula musical dramàtica espanyola de 1934 dirigida per Jean Grémillon i protagonitzada per Rosita Díaz Gimeno, Agustín Godoy i Mary Amparo Bosch. És una adaptació de la sarsuela de 1930 La dolorosa. La pel·lícula es va rodar als Estudios CEA espanyols i es va rodar en locació a Aragó amb 1500 figurants. Va ser un èxit de taquilla en la seva estrena. La pel·lícula va formar part de la popular tendència europea de les pel·lícules d'operetes durant la dècada de 1930.

## Argument
Quan Dolores abandona Rafael per un cadet, un jove pintor sensible es converteix en monjo. Però quan la Dolorws s'adona del que ha fet, abandona el seu fill que va tenir amb un altre home. Serà capaç d'ajudar en Rafael una dona que va prendre una decisió tonta?

## Repartiment
- Rosita Díaz Gimeno - Dolores
- Agustín Godoy - Rafael
- Mary Amparo Bosch - Nicasia
- Pilar Garcia - Mare de Dolores
- Eva López - Juanica
- María De Araya - Sirvienta
- Maruja Berges - Inés
- Ramón Cebrián - Perico
- José María Linares-Rivas - Natalio
- Anselmo Fernandez - Oncle José
- Alberto López - Oncle Bienvenido
- Luis Llaneza - Don Serafín
- Luis Moreno - prior

## Producció
Al seu llibre Jean Grémillon (Lherminier, 1984), Henri Agel evoca el punt de vista de Louis Page a La Dolorosa i el seu lloc a la filmografia del realitzador: 
| « | Per l'amic del gran cineasta, aquesta pel·lícula revela una sensibilitat tràgica i mística. Seria molt lleuger, amb el pretext que aquesta pel·lícula explícitament comercial reuneix el prestigi dels bons sentiments, el melodrama, l'òpera i la comèdia popular, per veure-hi una obra complementària a la carrera de Grémillon. | » |